# Lenguas Extranjeras Ciudad Neza

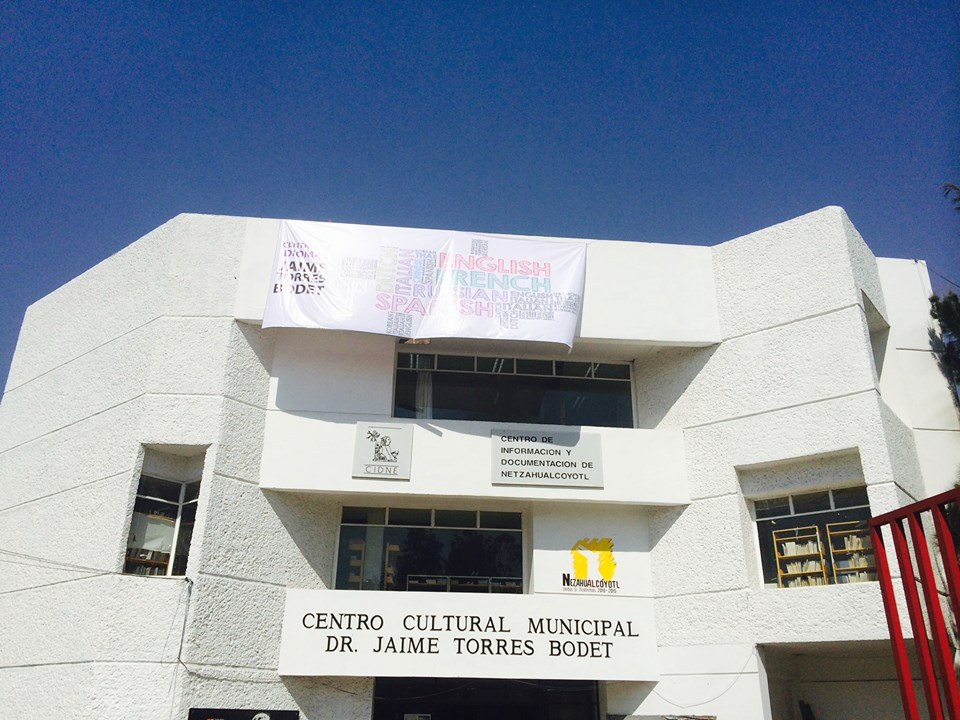
El Centro Cultural Dr. Jaime Torres Bodet ofertando los idiomas de Lenguas Extranjeras Ciudad Neza.

Lenguas Extranjeras Ciudad Neza es un proyecto que inició en el verano del 2014 a cargo de Rey David Pérez Nieves. El proyecto busca la difusión de idiomas entre la comunidad de Ciudad Nezahualcóyotl, Estado de México.

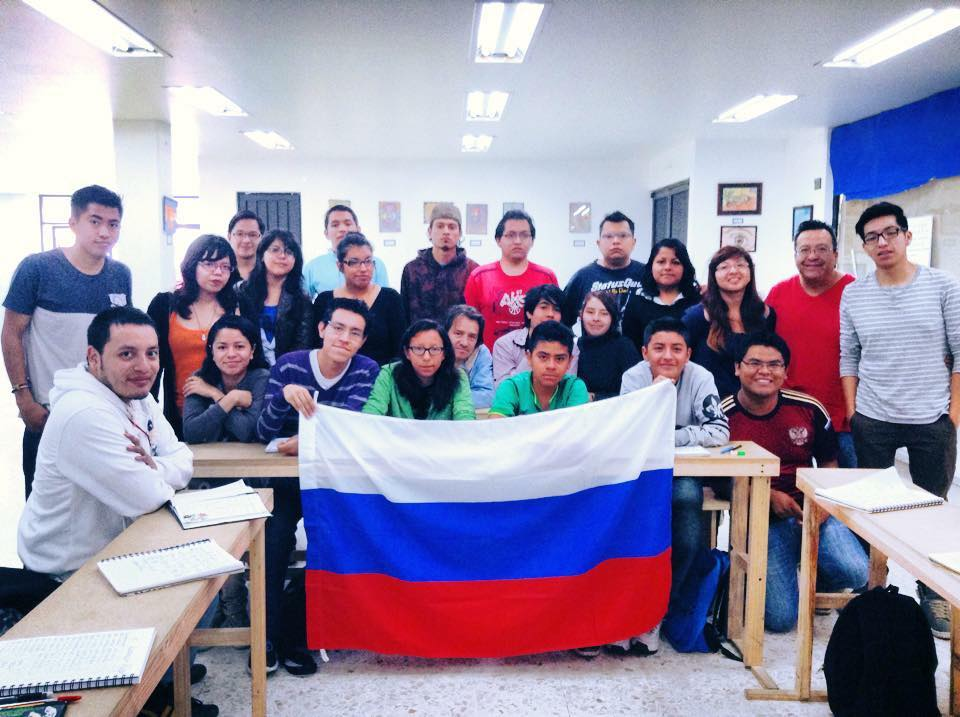
El proyecto inició con clases gratuitas de ruso.

Entre otras cosas, el proyecto busca que los miembros de dicha comunidad tengan un acceso más directo al aprendizaje de diferentes idiomas, conociendo un panorama más amplio no sólo de la entidad en la que viven sino del mundo al que pertenecen.

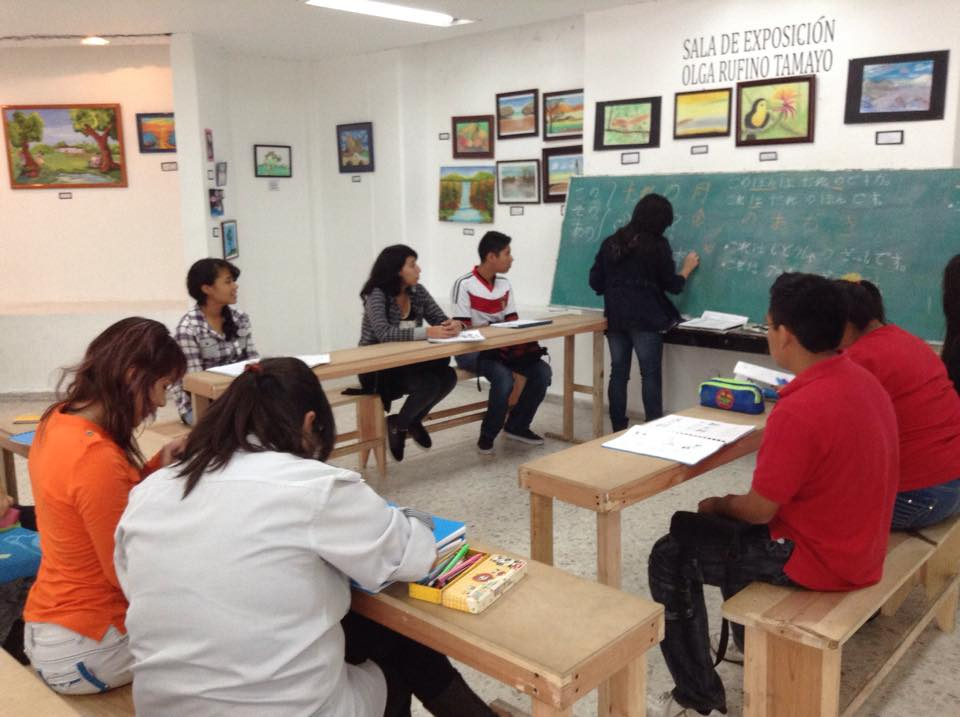
Las clases de japonés son impartidas por la profesora Verónica Morales

Los cursos están enfocados a personas de bajos recursos por lo que el pago realizado mensualmente es mínimo en comparación con otros lugares en los que se imparten idiomas extranjeros.

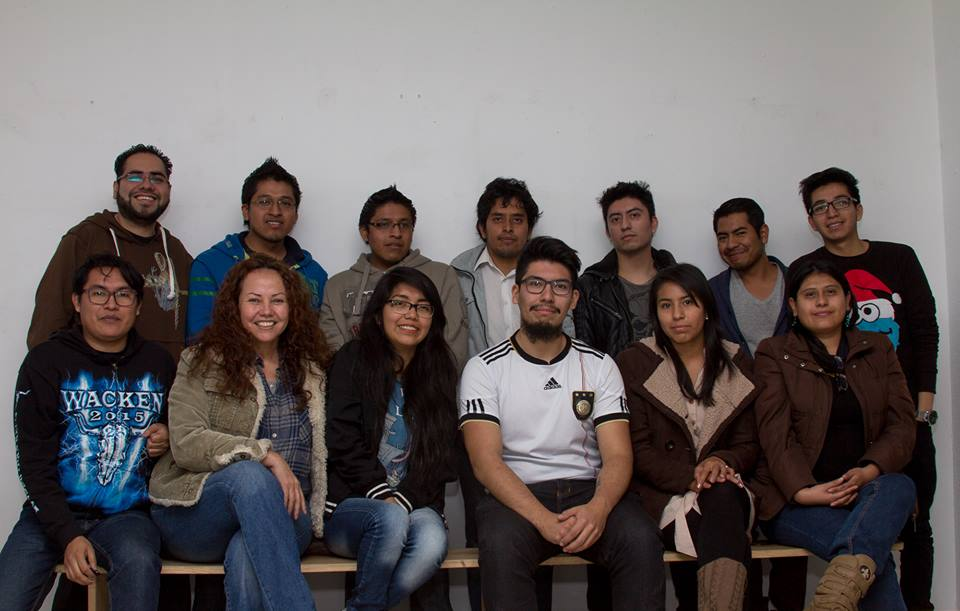
Clases de alemán impartidas por el profesor Rodrigo Aldana en el Centro Cultural Dr. Jaime Torres Bodet.

Los profesores están certificados y actualmente se ofertan los siguientes idiomas:
Inglés, alemán, francés y japonés.
- Datos: Q25407239